# NOAD in het seizoen 1970/71
Het seizoen 1970/1971 was het 17e en laatste jaar in het bestaan van de Tilburgse betaaldvoetbalclub NOAD. De club kwam uit in de Tweede divisie en eindigde daarin op de achtste plaats.  Tevens deed de club mee aan het toernooi om de KNVB beker, hierin werd in de tweede ronde, na strafschoppen, verloren van FC Den Bosch '67 (1–1). Na het seizoen werd duidelijk dat bij de sanering van het betaald voetbal in Nederland er een aantal clubs noodgedwongen moesten verdwijnen naar de amateurs. NOAD was op basis van de criteria (gemiddelde van het aantal betalende toeschouwers over de afgelopen vijf jaar) van de KNVB een van de elf clubs die moesten verdwijnen uit het betaald voetbal. De club werd opnieuw ingedeeld in de tweede klasse amateurs.

## Wedstrijdstatistieken

### Tweede divisie
|       | AGOVV | Baronie | SC Drente | EDO   | Eindhoven | Fortuna | Gooiland | Hermes DVS | Limburgia | PEC   | RBC   | RCH   | Roda JC | De Volewijckers | FC VVV | ZFC   |
| ----- | ----- | ------- | --------- | ----- | --------- | ------- | -------- | ---------- | --------- | ----- | ----- | ----- | ------- | --------------- | ------ | ----- |
| Thuis | 1 – 1 | 1 – 1   | 2 – 0     | 3 – 0 | 1 – 2     | 2 – 1   | 0 – 1    | 3 – 1      | 1 – 0     | 1 – 1 | 5 – 0 | 0 – 2 | 0 – 3   | 1 – 2           | 1 – 0  | 2 – 1 |
| Uit   | 1 – 1 | 2 – 1   | 2 – 2     | 1 – 3 | 0 – 0     | 3 – 0   | 3 – 3    | 2 – 0      | 0 – 2     | 1 – 0 | 2 – 2 | 1 – 1 | 2 – 2   | 4 – 0           | 0 – 0  | 3 – 3 |

#### KNVB beker
| 1e ronde                                               | De Graafschap                     | 2 – 3 (1 – 1, 0 – 1) Na verlenging                          | NOAD                                                |
| 15 augustus 1970 Plaats: Doetinchem De Vijverberg      | Sietze Veen 57' Karel Melaard 98' |                                                             | 32' Theo Netten 97' Bart Stovers 112' Piet van Dijk |
| 2e ronde                                               | NOAD                              | 1 – 1 (1 – 1, 1 – 1) FC Den Bosch '67 wint na strafschoppen | FC Den Bosch '67                                    |
| 8 november 1970 Plaats: Tilburg Gemeentelijk Sportpark | Piet van Dijk 33'                 |                                                             | 24' Wim Vissers                                     |

## Statistieken NOAD 1970/1971

### Eindstand NOAD in de Nederlandse Tweede divisie 1970 / 1971
| Stand | Gespeeld | Gewonnen | Gelijk | Verloren | Punten | Doelpunten voor | Doelpunten tegen |
| ----- | -------- | -------- | ------ | -------- | ------ | --------------- | ---------------- |
| 8e    | 32       | 10       | 12     | 10       | 32     | 44              | 43               |

### Topscorers
| #              | Naam                   | Goal |
| -------------- | ---------------------- | ---- |
| 1.             | Piet van Dijk          | 12   |
| 2.             | Theo Netten            | 8    |
| 3.             | Jacques von Ranzow     | 7    |
| 4.             | Bart Stovers           | 6    |
| 5.             | Gerard Netten          | 3    |
| 6.             | Ad de Beer             | 2    |
| 6.             | Jan Hendriks           | 2    |
| 8.             | Geutjes                | 1    |
| 8.             | Johan Heesbeen         | 1    |
| 8.             | Paul Merckx            | 1    |
| Eigen doelpunt |                        |      |
| –              | Robert Hopstaken (RBC) | 1    |
| Totaal         | Totaal                 | 44   |

| #      | Naam          | Goal |
| ------ | ------------- | ---- |
| 1.     | Piet van Dijk | 2    |
| 2.     | Theo Netten   | 1    |
| 2.     | Bart Stovers  | 1    |
| Totaal | Totaal        | 4    |

## Voetnoten
AGOVV · Baronie · SC Drente · EDO · Eindhoven · Fortuna · Gooiland · Hermes DVS · Limburgia · NOAD · PEC · RBC · RCH · Roda JC · De Volewijckers · FC VVV · ZFC